# Nazionale maschile di pallamano della Polonia
La nazionale di pallamano maschile della Polonia è la rappresentativa pallamanistica maschile della Polonia ed è posta sotto l'egida della Federazione polacca di pallamano (Związek Piłki Ręcznej w Polsce) e rappresenta il paese nelle varie competizioni ufficiali o amichevoli riservate a squadre nazionali.
Nel suo palmarès vanta un bronzo olimpico e tre podi ai campionati mondiali.

## Palmarès

### Olimpiadi
- (1976)

### Mondiali
- (2007)
- (1982, 2009)

### Competizioni principali
- 1936: non qualificata
- 1972: 10º posto
- 1976:  3º posto
- 1980: 7º posto
- 1984: non qualificata
- 1988: non qualificata
- 1992: non qualificata
- 1996: non qualificata
- 2000: non qualificata
- 2004: non qualificata
- 2008: 5º posto
- 2012: non qualificata
- 2016: 4º posto
- 2020: non qualificata
- 2024: non qualificata

- 1938: non qualificata
- 1954: non qualificata
- 1958: 5º posto
- 1961: non qualificata
- 1964: non qualificata
- 1967: 12º posto
- 1970: 14º posto
- 1974: 4º posto
- 1978: 6º posto
- 1982:  3º posto
- 1986: 14º posto
- 1990: 11º posto
- 1993: non qualificata
- 1995: non qualificata
- 1997: non qualificata
- 1999: non qualificata
- 2001: non qualificata
- 2003: 10º posto
- 2005: non qualificata
- 2007:  2º posto
- 2009:  3º posto
- 2011: 8º posto
- 2013: 9º posto
- 2015:  3º posto
- 2017: 17º posto
- 2019: non qualificata
- 2021: 13º posto
- 2023: 15º posto
- 2025: 25º posto

- 1994: non qualificata
- 1996: non qualificata
- 1998: non qualificata
- 2000: non qualificata
- 2002: 15º posto
- 2004: 16º posto
- 2006: 10º posto
- 2008: 7º posto
- 2010: 4º posto
- 2012: 9º posto
- 2014: 6º posto
- 2016: 6º posto
- 2018: 7º posto
- 2020: 21º posto
- 2022: 12º posto
- 2024: 16º posto